# Ferdinand Emberger
Ferdinand Emberger (* 18. April 1922) ist ein ehemaliger deutscher Fußballspieler. Der Defensivspieler hat bei Kickers Offenbach in der damals erstklassigen Fußball-Oberliga Süd von 1945 bis 1956 insgesamt 286 Ligaspiele absolviert. In den Jahren 1949 und 1955 feierte der damals hauptberufliche Bäcker mit seinem Verein die Meisterschaft in der Oberliga Süd und 1950 stand er mit Offenbach im Finale um die deutsche Fußballmeisterschaft.

## Karriere
Emberger ging aus dem VfR Frankenthal hervor, für den er die Saison 1943/44 in der Gauliga Westmark gespielt hatte; in der Folgesaison kam kein regelmäßiger Spielbetrieb mehr zustande. Bereits in seiner Frankenthaler Zeit wurde er von Reichstrainer Sepp Herberger zu einem Sichtungslehrgang für Talente vom 17. bis 21. März 1941 nach Berlin eingeladen. Weitere Lehrgangsteilnehmer waren unter anderem Rudolf Schönbeck, Eduard Schaffer, Karl-Heinz Metzner, Herbert Burdenski, Heinz Spundflasche, Herbert Wojtkowiak, Heinz Krückeberg, August Gottschalk und sein späterer Offenbacher Mannschaftskollege Anton Picard. Picard empfahl ihm weiland zu den Kickers zu kommen.
Nach dem Ende des Zweiten Weltkriegs wurde er vom früheren Frankenthaler Trainer Paul Oßwald zu Kickers Offenbach an den Bieberer Berg geholt, wo der Abwehrspieler für den OFC von 1945 bis 1956 in der Oberliga Süd Punktspiele bestritt. Nachdem die ersten drei Spielzeiten mit Platz zwölf, fünf und neun abgeschlossen wurden, errang er mit seiner Mannschaft 1948/49 die Meisterschaft, wie auch 1954/55. Infolgedessen nahm er auch an den jeweiligen Endrunden um die Deutsche Meisterschaft teil. Sein Debüt bestritt er am 12. Juni 1949 in Kaiserslautern in der Viertelfinal-Begegnung mit Wormatia Worms, die nach Verlängerung mit 2:2 endete und keinen Sieger hervorgebracht hatte. Das eine Woche später in Karlsruhe ausgetragene Wiederholungsspiel gewann er mit seiner Mannschaft mit 2:0 und erreichte damit das Halbfinale. Die Begegnung am 26. Juni 1949 in Gelsenkirchen wurde gegen den späteren Deutschen Meister VfR Mannheim mit 1:2, wie auch das Spiel um Platz 3 am 9. Juli gegen den 1. FC Kaiserslautern, jedoch erst nach Verlängerung, verloren.
An der Endrunde um die Deutsche Meisterschaft 1949/50 nahm er als Drittplatzierter der Saison, was seinerzeit möglich war, ebenfalls teil und bestritt alle fünf Endrundenspiele einschließlich des Wiederholungsspiels des Halbfinales gegen Preußen Dellbrück und des Finales. Dieses fand am 25. Juni im Berliner Olympiastadion statt und wurde mit 1:2 gegen den VfB Stuttgart verloren; das einzige Tor seiner Mannschaft gelang Horst Buhtz mit dem Anschlusstreffer in der 47. Minute.
Die Endrunde um die Deutsche Meisterschaft 1954/55 wurde in zwei Gruppen zu jeweils vier Mannschaften ausgetragen, deren Gruppensieger das Finale bestritten. Emberger bestritt alle Spiele der Gruppe 2 und beendete die Gruppe mit seiner Mannschaft als Drittplatzierter. Im DFB-Pokal 1954/55 (1:2 gegen den FC Schalke 04) erreichte er mit dem Team das Halbfinale.

## Erfolge
- Zweiter der Deutschen Meisterschaft 1950
- Meister der Oberliga Süd 1949, 1955